# Lucas Beraldo
Lucas Lopes Beraldo (Piracicaba, 24 november 2003) is een Braziliaans voetballer die doorgaans speelt als centrale verdediger. In januari 2024 verruilde hij São Paulo voor Paris Saint-Germain. Beraldo maakte in 2024 zijn debuut in het Braziliaans voetbalelftal.

## Clubcarrière
Beraldo speelde in de jeugd van União Barbarense en XV de Novembro, alvorens hij in 2020 in de opleiding van São Paulo terechtkwam. Bij deze club mocht hij op 26 mei 2022 zijn professionele debuut maken, toen in de Copa Sudamericana gespeeld werd tegen Ayacucho. Door een doelpunt van Caio Matheus werd met 1–0 gewonnen. Beraldo mocht van coach Rogério Ceni in de basisopstelling beginnen en hij speelde het gehele duel mee. Vanaf het begin van het kalenderjaar 2023 kwam de centrumverdediger vaker aan spelen toe en dat jaar maakte hij ook zijn eerste officiële doelpunt. Op 20 mei 2023 zette hij zijn club in de Série A tegen Vasco da Gama op voorsprong bij een tussenstand van 2–2. Uiteindelijk won São Paulo het duel met 4–2.
In januari 2024 maakte Beraldo voor een bedrag van circa twintig miljoen euro de overstap naar Paris Saint-Germain, waar hij zijn handtekening zette onder een verbintenis voor de duur van vierenhalf jaar. Twee dagen later maakte hij zijn debuut voor de Franse club, tijdens een wedstrijd tegen Toulouse in de strijd om de Trophée des Champions. Hij mocht van coach Luis Enrique in de tweede helft invallen voor Milan Škriniar. Door doelpunten van Lee Kang-in en Kylian Mbappé werd met 2–0 gewonnen, waardoor Beraldo in zijn eerste wedstrijd direct een prijs won met PSG.

## Clubstatistieken
| Seizoen | Club                | Competitie | Competitie | Competitie | Beker | Beker | Internationaal | Internationaal | Totaal | Totaal |
| Seizoen | Club                | Competitie | Wed.       | Dlp.       | Wed.  | Dlp.  | Wed.           | Dlp.           | Wed.   | Dlp.   |
| ------- | ------------------- | ---------- | ---------- | ---------- | ----- | ----- | -------------- | -------------- | ------ | ------ |
| 2022    | São Paulo           | Série A    | 3          | 0          | 0     | 0     | 1              | 0              | 4      | 0      |
| 2023    | São Paulo           | Série A    | 33         | 1          | 8     | 0     | 7              | 0              | 48     | 1      |
| 2023/24 | Paris Saint-Germain | Ligue 1    | 13         | 1          | 6     | 1     | 5              | 0              | 24     | 2      |
| 2024/25 | Paris Saint-Germain | Ligue 1    | 22         | 1          | 3     | 0     | 4              | 0              | 29     | 1      |
| Totaal  | Totaal              | Totaal     | 71         | 3          | 17    | 1     | 17             | 0              | 105    | 4      |

Bijgewerkt op 30 april 2025.

## Interlandcarrière
Beraldo maakte zijn debuut in het Braziliaans voetbalelftal op 23 maart 2024, toen een vriendschappelijke wedstrijd gespeeld werd tegen Engeland. Van bondscoach Dorival Júnior mocht Beraldo in de basisopstelling beginnen en hij speelde het gehele duel mee. Door een doelpunt van Endrick werd met 0–1 gewonnen. De andere Braziliaanse debutanten dit duel waren Bento (Athlético Paranaense), Fabrício Bruno (Flamengo), Wendell (FC Porto), João Gomes (Wolverhampton Wanderers), Sávio (Girona) en Pablo Maia (São Paulo).
| Interlands van Lucas Beraldo voor Brazilië | Interlands van Lucas Beraldo voor Brazilië | Interlands van Lucas Beraldo voor Brazilië | Interlands van Lucas Beraldo voor Brazilië | Interlands van Lucas Beraldo voor Brazilië | Interlands van Lucas Beraldo voor Brazilië |
| №                                          | Datum                                      | Wedstrijd                                  | Uitslag                                    | Competitie                                 | Goals                                      |
| Als speler bij Paris Saint-Germain         | Als speler bij Paris Saint-Germain         | Als speler bij Paris Saint-Germain         | Als speler bij Paris Saint-Germain         | Als speler bij Paris Saint-Germain         | Als speler bij Paris Saint-Germain         |
| ------------------------------------------ | ------------------------------------------ | ------------------------------------------ | ------------------------------------------ | ------------------------------------------ | ------------------------------------------ |
| 1                                          | 23 maart 2024                              | Engeland – Brazilië                        | 0 – 1                                      | Vriendschappelijk                          |                                            |
| 2                                          | 26 maart 2024                              | Spanje – Brazilië                          | 3 – 3                                      | Vriendschappelijk                          |                                            |
| 3                                          | 12 juni 2024                               | Verenigde Staten – Brazilië                | 1 – 1                                      | Vriendschappelijk                          |                                            |

Bijgewerkt op 30 april 2025.

## Erelijst
| Competitie            |           |                  |           |           |
| Competitie            | Aantal    | Jaren            |           |           |
| São Paulo             | São Paulo | São Paulo        | São Paulo | São Paulo |
| --------------------- | --------- | ---------------- | --------- | --------- |
| Copa do Brasil        | 1         | 2023             |           |           |
| Paris Saint-Germain   |           |                  |           |           |
| UEFA Champions League | 1         | 2024/25          |           |           |
| Ligue 1               | 2         | 2023/24, 2024/25 |           |           |
| Coupe de France       | 2         | 2023/24, 2024/25 |           |           |
| Trophée des Champions | 2         | 2023/24, 2024/25 |           |           |
| UEFA Super Cup        | 1         | 2025             |           |           |